# Vincenz Alexovits
Vincenz Alexovits (Wincenty Aleksowicz, ur. 9 listopada 1812 w Wysowej, zm. 15 listopada 1875 w Wiedniu) – austriacki lekarz polskiego pochodzenia.

## Życiorys
Urodził się w Wysowej, studiował medycynę na Uniwersytecie Wiedeńskim. Tytuł doktora medycyny otrzymał 19 marca 1838 na podstawie pracy De vita beata. Następnie praktykował jako lekarz ubogich w Wiedniu. Był inicjatorem budowy Sankt-Josef-Kinderspital w Wiedniu przy Kolschitzkygasse 9–11. Szpital miał 20 łóżek i powstał dzięki środkom Stowarzyszenia, do którego należeli m.in. Jan Nepomucen Lindner i Stefan Romer; otwarty został 19 marca 1842. Alexovits zrezygnował z kierowania szpitalem w 1846. Poza praktyką, miał też fabrykę zapałek i przez pewien czas był dyrektorem szkoły dentystycznej.
Jego syn Ernst Alexovits (1841-1891) był lekarzem dentystą. Dyplom lekarski otrzymał w 1870 roku na Uniwersytecie Wiedeńskim, 27 lutego 1871 roku dodatkowo otrzymał tytuł „doctor of dental surgery” w Dental College w Filadelfii. W 1872 ożenił się z Giselą Sterio. W 1879 został nadwornym dentystą na dworze cesarza Brazylii. Zmarł 15 grudnia 1890 w Wiedniu.

## Prace
- De vita beata. Diss. Vindobonæ: typ. Congreg(atio) Mechitar(istica), 1838
- Ueber die Mittel und Wege, der durch die Phosphordämpfe bei der Zündhölzchen-Fabrikation erzeugten necrotischen Zerstörung der Kieferknochen erfolgreich vorzubeugen. Jahresb. ü. d. wissensch. Leistung. d. Doct.-Coll. d. med. Fac. in Wien ss. 22-24 (1853)